# Joseph Ferdinand Guidobald von Spaur

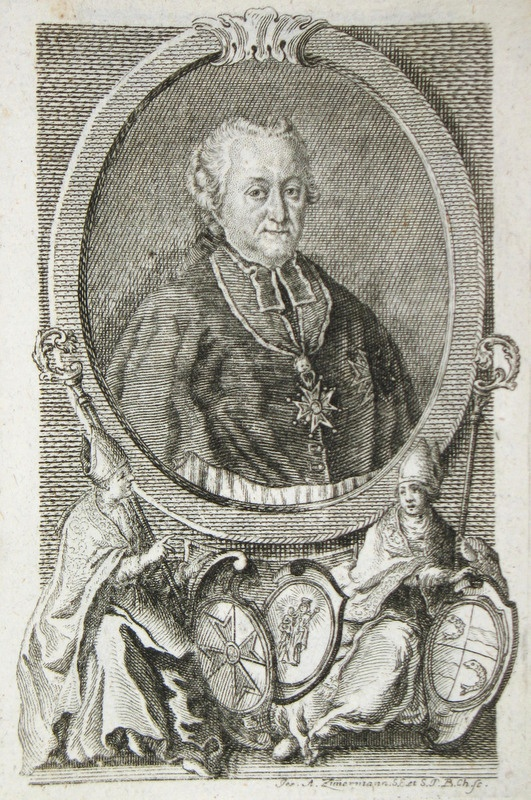
Joseph Ferdinand Guidobald von Spaur (zeitgenössischer Stich)

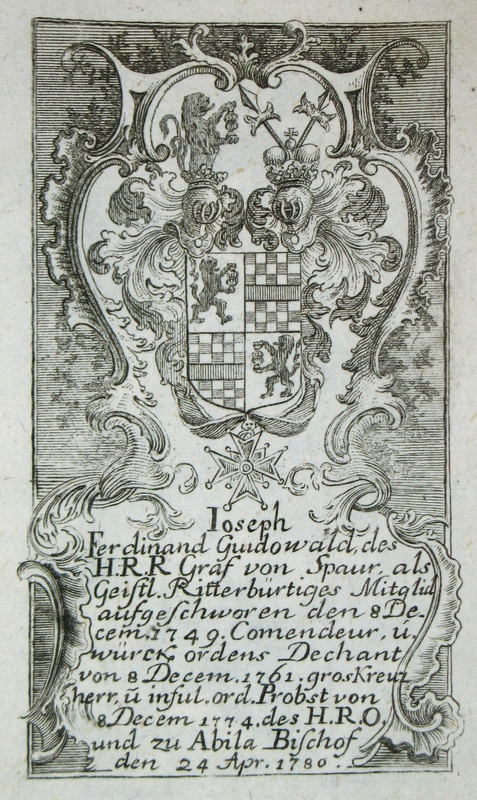
Wappen als bayerischer St. Georgsritter, mit Kurzwerdegang im Orden

Joseph Ferdinand Guidobald von Spaur (auch Joseph Ferdinand Guidobald Reichsgraf von Spaur und Valör) (* 21. Oktober 1705 in Innsbruck; † 26. März 1793 in Salzburg) war ein katholischer Prälat und Hofbischof am pfalz-bayerischen Kurfürstenhof in München.

## Leben und Wirken
Er stammte aus altem Tiroler Adel und war der Sohn von Guidobald Franz von Spaur  und dessen Gattin Helena Margaritha Gräfin von Wolkenstein-Trostburg. Seine Schwester Marie Adelheid Fortunata von Spaur (1693–1781) hatte einen unehelichen Sohn mit Prinz Ferdinand Maria Innozenz von Bayern. Es war dies Graf Joseph Ferdinand Maria von Salern (1718–1805), der eine eigene Wittelsbacher Nebenlinie begründete.
Joseph Ferdinand Guidobald von Spaur wurde katholischer Priester. Von 1740 bis 1767 amtierte er als Pfarrer der zum Erzbistum Salzburg gehörenden Pfarrei in Höslwang, wo er die Pfarrkirche St. Nikolaus sehr qualitätsvoll barock ausstatten ließ. Ab 1772 fungierte Spaur als Propst des Münchner Liebfrauenstiftes, 1780–87 auch Propst des Kollegiatstiftes Altötting.
1749 nahm man den Grafen in den bayerischen Ritterorden vom Hl. Georg auf, 1761 wurde er Kommandeur und geistlicher Ordensdekan, 1774 Großkreuzinhaber sowie infulierter Ordenspropst, wonach er bei feierlichen Anlässen, ehrenhalber in Bischofsmitra auftreten durfte. Damit verbunden war die Propstei des Kollegiatstiftes St. Wolfgang am Burgholz. Am 24. April 1780 avancierte er zum Titularbischof von Abila in Palaestina. Die Bischofsweihe spendete ihm Ludwig Joseph von Welden, Fürstbischof von Freising, am 6. Juni des Jahres, in der Münchner Theatinerkirche.
Seit 1783 wirkte Joseph Ferdinand Guidobald von Spaur als Wirklicher Geheimer Rat und Präsident des kurfürstlichen Geistlichen Rates in München. Auf Antrag des pfalz-bayerischen Kurfürsten Karl Theodor richtete Papst Pius VI., am 15. Dezember 1789, für diesen ein exemtes Hofbistum ein, das direkt dem Hl. Stuhl unterstand. Es umfasste lediglich die Hofkapelle bzw. Hofpfarrei, die allerdings neben der fürstlichen Familie auch für alle Hofbediensteten zuständig war, sowie für  die offiziellen Hofkirchen.
Als ersten Bischof dieses Hofbistums und somit obersten Münchner Hofgeistlichen bestimmte man Joseph Ferdinand Guidobald von Spaur. Im Kriegsfalle fiel ihm automatisch auch das Amt des bayerischen Feldbischofs zu. Seine Nachfolge als Propst des St. Georgsordens trat Graf Damian Hugo Philipp von Lehrbach (1738–1815) an.
Spaur hatte die Bischofswürde nicht angestrebt und bat wegen seiner zunehmenden Gebrechlichkeit mehrfach um Entbindung vom Amt. 1791 erhielt er den Theatiner Kajetan von Reisach (1735–1805) zum Koadjutor, der ihm auch als Hofbischof nachfolgte, als er 1793 starb. Nach dessen Tod ließ Kurfürst Maximilian IV. Joseph am 22. Juli 1805 das Hofbistum aufheben. Es lebte niemals mehr auf.